# Чемпіонат України з футболу 1992—1993: вища ліга
Чемпіонат України з футболу 1992—93 — другий чемпіонат України і перший, що проводився за календарем «осінь-весна». Чемпіоном стало київське «Динамо», яке лише за різницею забитих і пропущених голів випередило дніпропетровський «Дніпро».

## Історія
Сезон 1992-93 став останнім у 90-х роках, коли будь-який клуб зміг скласти серйозну конкуренцію «Динамо». Таким клубом став «Дніпро», в якого була дуже талановита молода команда (чемпіони СРСР 1991 року серед дублерів), одразу декільком гравцям якої у майбутньому судилося масово перейти до динамівського клубу.
На відміну від першого чемпіонату, який був фактично перехідним, команди не було розбито на групи і доля чемпіонства вирішувалася за результатами ігор впродовж усього сезону. Тому імовірність великих несподіванок, на кшталт чемпіонства «Таврії», було зведено до мінімуму. Сама «Таврія» посіла лише 10-е місце.

Чемпіонська гонка між «Динамо» і «Дніпром», тур за туром

З самого початку лідерство захопив «Дніпро», скориставшись організаційними й тренерськими проблемами в «Динамо», і тримав його до 24-го туру. В «Динамо» натомість були самі негаразди. Після того як кияни вилетіли в 1/16 фіналу кубка УЄФА, поступившись бельгійському «Андерлехту» з загальним рахунком 2:7, було звільнено головного тренера Анатолія Пузача. Новий тренер Йожеф Сабо був на посаді лише декілька тижнів, після чого було призначено Михайла Фоменка.
Але наприкінці чемпіонату «Динамо» таки змогло вийти вперед, скориставшися серією нічийних результатів дніпропетровців. Двоє претендентів на титул зійшлися в очному поєдинку в Дніпропетровську за три тури до закінчення чемпіонату в присутності 40 тисяч глядачів. «Дніпру», який відставав на два очки, потрібна була лише перемога, якої підопічні Миколи Павлова досягли завдяки голу майбутнього динамівця Юрія Максимова на 14-й хвилині зустрічі.
Після цієї гри команди зрівнялися за набраними очками, але у «Динамо» була краща різниця забитих і пропущених голів, і тому «Дніпру» залишалося сподіватися на промахи киян в останніх двох матчах. В останньому турі на ігри двох претендентів прийшли в сумі 38 тисяч глядачів. Але сенсації не сталося — обидва клуби легко перемогли, і чемпіонство дісталося київському «Динамо».

## Учасники
У вищій лізі чемпіонату України брали участь 16 команд:
| - «Буковина» (Чернівці) - «Верес» (Рівне) - «Волинь» (Луцьк) - «Динамо» (Київ) - «Дніпро» (Дніпропетровськ) - «Зоря-МАЛС» (Луганськ) - «Карпати» (Львів) - «Кремінь» (Кременчук) | - «Кривбас» (Кривий Ріг) - «Металіст» (Харків) - «Металург» (Запоріжжя) - «Нива» (Тернопіль) - «Таврія» (Сімферополь) - «Торпедо» (Запоріжжя) - «Чорноморець» (Одеса) - «Шахтар» (Донецьк) |

 — команди, що у попередньому чемпіонаті виступали у першій лізі.

## Підсумкова таблиця
| М  | Команда       | І  | В  | Н  | П  | РМ    | О  |
| -- | ------------- | -- | -- | -- | -- | ----- | -- |
|    | «Динамо»      | 30 | 18 | 8  | 4  | 59−14 | 44 |
|    | «Дніпро»      | 30 | 18 | 8  | 4  | 51−20 | 44 |
|    | «Чорноморець» | 30 | 17 | 4  | 9  | 43−31 | 38 |
| 4  | «Шахтар»      | 30 | 11 | 12 | 7  | 44−32 | 34 |
| 5  | «Металіст»    | 30 | 12 | 7  | 11 | 37−34 | 31 |
| 6  | «Карпати»     | 30 | 10 | 10 | 10 | 37−38 | 30 |
| 7  | «Металург»    | 30 | 10 | 9  | 11 | 38−35 | 29 |
| 8  | «Кривбас»     | 30 | 8  | 11 | 11 | 27−40 | 27 |
| 9  | «Кремінь»     | 30 | 8  | 11 | 11 | 23−40 | 27 |
| 10 | «Таврія»      | 30 | 11 | 4  | 15 | 30−39 | 26 |
| 11 | «Волинь»      | 30 | 10 | 6  | 14 | 37−54 | 26 |
| 12 | «Буковина»    | 30 | 9  | 8  | 13 | 27−32 | 26 |
| 13 | «Торпедо»     | 30 | 9  | 7  | 14 | 32−40 | 25 |
| 14 | «Нива»        | 30 | 8  | 9  | 13 | 22−25 | 25 |
| 15 | «Зоря-МАЛС»   | 30 | 10 | 4  | 16 | 26−46 | 24 |
| 16 | «Верес»       | 30 | 9  | 6  | 15 | 29−42 | 24 |

У зв'язку з розширенням вищої ліги до 18-ти команд «Зоря-МАЛС» (Луганськ) і «Верес» (Рівне) зберегли прописку у вищій лізі.
Позначення:

## Результати матчів
| М  | Команда       | ДИН | ДНІ | ЧОР | ШАХ | МЕТ | КАР | МЛГ | КРИ | КРЕ | ТАВ | ВОЛ | БУК | ТОР | НИВ | ЗОР | ВЕР |
| -- | ------------- | --- | --- | --- | --- | --- | --- | --- | --- | --- | --- | --- | --- | --- | --- | --- | --- |
| 1  | «Динамо»      |     | 2:1 | 1:0 | 2:0 | 2:0 | 0:0 | 4:1 | 1:1 | 5:0 | 1:0 | 0:0 | 1:0 | 4:0 | 1:0 | 4:0 | 6:0 |
| 2  | «Дніпро»      | 1:0 |     | 3:1 | 3:1 | 2:1 | 1:0 | 4:1 | 0:0 | 2:0 | 3:0 | 2:0 | 5:1 | 3:1 | 3:1 | 4:0 | 4:1 |
| 3  | «Чорноморець» | 1:1 | 1:0 |     | 1:2 | 3:0 | 4:0 | 1:0 | 1:0 | 3:0 | 1:0 | 3:1 | 1:2 | 2:1 | 1:0 | 2:1 | 1:0 |
| 4  | «Шахтар»      | 1:1 | 1:1 | 4:1 |     | 0:0 | 0:0 | 0:0 | 5:1 | 1:0 | 3:1 | 6:1 | 0:0 | 2:2 | 1:0 | 0:1 | 1:1 |
| 5  | «Металіст»    | 1:1 | 1:0 | 1:1 | 1:3 |     | 2:1 | 1:4 | 2:0 | 2:0 | 1:1 | 2:1 | 1:0 | 3:2 | 1:0 | 6:0 | 3:0 |
| 6  | «Карпати»     | 0:0 | 1:1 | 4:3 | 1:1 | 0:0 |     | 2:0 | 1:0 | 0:0 | 2:0 | 2:1 | 3:1 | 3:1 | 2:0 | 3:1 | 2:1 |
| 7  | «Металург»    | 1:1 | 1:1 | 2:3 | 1:1 | 1:2 | 3:0 |     | 1:1 | 1:1 | 2:0 | 4:1 | 3:1 | 1:1 | 0:0 | 1:0 | 0:1 |
| 8  | «Кривбас»     | 1:0 | 2:2 | 1:1 | 2:2 | 0:2 | 3:2 | 0:2 |     | 1:2 | 2:0 | 3:2 | 0:1 | 1:1 | 1:0 | 2:0 | 1:0 |
| 9  | «Кремінь»     | 1:4 | 2:0 | 1:1 | 2:1 | 0:0 | 0:0 | 0:1 | 1:1 |     | 0:0 | 3:0 | 0:0 | 1:1 | 1:1 | 1:0 | 1:0 |
| 10 | «Таврія»      | 0:5 | 0:1 | 0:1 | 3:1 | 2:1 | 0:0 | 2:0 | 5:0 | −:+ |     | 2:0 | 1:0 | 2:1 | 1:0 | 2:1 | 3:2 |
| 11 | «Волинь»      | 1:3 | 0:0 | 1:0 | 1:1 | 3:2 | 3:2 | 0:0 | 3:1 | 2:1 | 1:3 |     | 1:0 | 2:1 | 2:1 | 4:2 | 1:0 |
| 12 | «Буковина»    | 0:5 | 0:0 | 2:0 | 0:1 | 2:0 | 4:2 | 0:1 | 0:0 | 6:0 | 2:0 | 1:1 |     | 0:1 | 0:0 | 2:1 | 1:0 |
| 13 | «Торпедо»     | 1:0 | 0:1 | 0:1 | 1:2 | 1:0 | 3:2 | 1:3 | 0:1 | 1:1 | 3:0 | 4:1 | 0:0 |     | 1:0 | 1:0 | 1:0 |
| 14 | «Нива»        | 0:1 | 0:1 | 0:2 | 3:1 | 2:0 | 2:1 | 2:1 | 2:0 | 2:0 | 0:0 | 1:1 | 0:0 | 2:0 |     | 2:1 | 1:1 |
| 15 | «Зоря-МАЛС»   | 1:0 | 1:2 | 2:0 | 1:0 | 1:1 | 2:0 | 2:1 | 1:1 | 2:1 | 2:1 | 2:1 | 1:0 | 0:0 | 0:0 |     | 0:2 |
| 16 | «Верес»       | 1:3 | 0:0 | 1:2 | 0:2 | 1:0 | 1:1 | 2:1 | 0:0 | 2:3 | 3:1 | 2:1 | 3:1 | 2:1 | 0:0 | 2:0 |     |

У матчі «Таврія»— «Кремінь», який було зіграно 14 березня 1993 року і який завершився перемогою господарів 2:0, за участь у грі дискваліфікованого Драгунова «Таврії» зараховано поразку −:+.

## Найкращі бомбардири
| Місце | Гравець          | Клуб                 | Голи (пен.) | Матчі |
| ----- | ---------------- | -------------------- | ----------- | ----- |
| 1     | Сергій Гусєв     | Чорноморець (Одеса)  | 17 (2)      | 29    |
| 2     | Віктор Леоненко  | Динамо (Київ)        | 16 (3)      | 27    |
| 3     | Ігор Ніченко     | Кривбас (Кривий Ріг) | 12 (2)      | 29    |
| 4     | Олег Матвєєв     | Шахтар (Донецьк)     | 11 (1)      | 27    |
| 5     | Вадим Колесник   | Металіст (Харків)    | 11          | 28    |
| 6=    | Сергій Ателькін  | Шахтар (Донецьк)     | 11          | 29    |
| 6=    | Талят Шейхаметов | Таврія (Сімферополь) | 11 (1)      | 29    |
| 8     | Роман Бондаренко | Торпедо (Запоріжжя)  | 10          | 30    |
| 9     | Володимир Дикий  | Волинь (Луцьк)       | 9 (2)       | 27    |
| 10    | Сергій Шевченко  | Таврія (Сімферополь) | 8           | 21    |

## Загальна статистика чемпіонату
| Всього ігор                    | 240           |
| Перемог господарів             | 140 (58,33 %) |
| Нічиїх                         | 62 (25,83 %)  |
| Перемог гостей                 | 38 (15,84 %)  |
| Всього голів                   | 562           |
| Середня к-сть голів за матч    | 2,34          |
| Голів господарів               | 378 (67,26 %) |
| Голів гостей                   | 184 (32,74 %) |
| Результативних ігор (>3 голів) | 57 (23,75 %)  |
| Безгольових ігор               | 29 (12,08 %)  |
| Голів з пенальті               | 65 (11,57 %)  |
| Автоголів                      | 2             |
| Вилучень                       | 25            |
| Використано гравців            | 420           |

### Глядачі
| Команда                    | Всього    | В середньому за гру |
| -------------------------- | --------- | ------------------- |
| «Динамо» (Київ)            | 269 700   | 8 990               |
| «Дніпро» (Дніпропетровськ) | 233 700   | 7 790               |
| «Нива» (Тернопіль)         | 221 400   | 7 380               |
| «Кремінь» (Кременчук)      | 205 500   | 6 850               |
| «Верес» (Рівне)            | 205 400   | 6 841               |
| «Кривбас» (Кривий Ріг)     | 193 100   | 6 437               |
| «Карпати» (Львів)          | 173 500   | 5 783               |
| «Металург» (Запоріжжя)     | 165 180   | 5 506               |
| «Торпедо» (Запоріжжя)      | 161 700   | 5 390               |
| «Металіст» (Харків)        | 150 100   | 5 003               |
| «Зоря-МАЛС» (Луганськ)     | 145 050   | 4 835               |
| «Волинь» (Луцьк)           | 139 900   | 4 663               |
| «Буковина» (Чернівці)      | 125 000   | 4 167               |
| «Шахтар» (Донецьк)         | 122 150   | 4 072               |
| «Чорноморець» (Одеса)      | 117 200   | 3 907               |
| «Таврія» (Сімферополь)     | 111 180   | 3 706               |
| Всього                     | 1 365 780 | 5 691               |

## Підсумки
Жоден клуб не вилетів у першу лігу, оскільки Федерація футболу вирішила розширити лігу до 18 клубів у наступному сезоні.
З наступного сезону здобули путівки у вищу лігу команди першої ліги «Нива» (Вінниця) і «Темп» (Шепетівка).